# Armind
Armind — голландский лейбл звукозаписи, в основном выпускающий музыку в стиле транс. Был основан в 1999 году Армином ван Бюреном, и является его личным лейблом, где выпускает только понравившуюся ему музыку, в основном это свои синглы и работы сторонних исполнителей, в большинстве своем в жанре «вокальный транс». В 2003 г., произошел переход из компании United Recordings в только что образовавшуюся компанию Armada Music (которую основал сам же Армин ван Бюрен с двумя другими продюсерами).